# Vote contestataire
 (novembre 2023).
Si vous disposez d'ouvrages ou d'articles de référence ou si vous connaissez des sites web de qualité traitant du thème abordé ici, merci de compléter l'article en donnant les références utiles à sa vérifiabilité et en les liant à la section « Notes et références ».
Le vote contestataire (ou vote protestataire) est, en raison du système de vote, dans les systèmes politiques bipartisans (ou dans les votes aux options bi-polaires) la tendance d’une partie des électeurs (ou des votants) à contester ou à exprimer un mécontentement en votant pour quelqu'un (ou quelque chose) d'autre que les partis (ou options) dont ils auraient pu se sentir proche.
Ceci est dû au fait que pour être comptabilisé, avec certains systèmes de vote et dans certains pays, on est forcé de voter pour un candidat (ou une option), le vote blanc et le vote nul n'étant pas comptabilisés.